# La Maison d’Eros
La Maison d’Eros in Medinaceli, Soria, ist ein Museum für erotische Kunst in Kastilien und León, Spanien.

## Geschichte
Das Museum wurde 2022 durch die Stiftung Deaarte und der Gemeinde Medinaceli gegründet, die das Haus aus dem 19. Jahrhundert im Zentrum der Altstadt von Medinaceli gekauft hatten. Es wurde vom spanischen Architekten Carlos Arroyo in Zusammenarbeit mit dem Museumsgründer Miguel Tugores restauriert. Der Zugang erfolgt über einen kleinen Innenhof namens „Garten der Lüste“. 

## Sammlung erotischer Kunst
La Maison d’Eros beherbergt Werke prähistorischer, orientalischer, präkolumbianischer Kunst sowie Gemälde, Zeichnungen und Skulpturen zeitgenössischer Künstlern und zeigt die Geschichte der menschlichen Sexualität von der Antike bis zur Gegenwart.
Zu sehen ist die ständige Sammlung des Galeristen Miguel Tugores mit Skulpturen von Miguel Ángel Rodriguez, Ricardo González und Juan Carlos Blas Robles aus Soria sowie einer Gruppe von mehr als 60 zeitgenössischen Künstlern, die ihre Werke dem Museum zur Verfügung stellten. Darunter befindet sich eine Videoinstallation des Künstlers Pablo Almansa, ein Triptychon des Portugiesen Ruy Silva sowie Gemälde, Zeichnungen und Fotografien von Künstlern wie Isabel Soto, Daniel Garbade, Adelaida Murillo oder Ramón Ciscar in der Ausstellung "Die Agora der erotischen Kunst". Laut der Direktion sollten die Räumlichkeiten dem Erleben von Erotik durch die Sinne gewidmet sein, einschließlich dem Geruch mit der Kreation des Parfüms Sensual Art, das eigens für das Museum von Eros kreiert wurde.